# Ван Гог (фільм, 1948)
«Ван Гог» (фр. Van Gogh) — чорно-білий короткометражний документальний кінофільм 1948 року режисера Алена Рене. Фільм є рімейком однойменної стрічки режисера цього ж року. Стрічка отримала премію «Оскар» за найкращий короткометражний ігровий фільм (2 бобіни).

## Актори
| Актор      |   | Роль              |
| ---------- | - | ----------------- |
| Клод Дофен | … | Читець / Оповідач |

## Визнання
| Рік  | Нагорода       | Категорія                        | Номінант | Результат |
| ---- | -------------- | -------------------------------- | -------- | --------- |
| 1950 | Премія «Оскар» | Найкращий короткометражний фільм | Ван Гог  | Перемога  |